# Telebasis pataxo
Telebasis pataxo là một loài chuồn chuồn kim trong họ Coenagrionidae.
Telebasis pataxo được miêu tả khoa học năm 2010 bởi Machado.